# Phragmatobia batangi
Phragmatobia batangi är en fjärilsart som beskrevs av Daniel 1943. Phragmatobia batangi ingår i släktet Phragmatobia och familjen björnspinnare. Inga underarter finns listade i Catalogue of Life.